# Eva går ombord
Eva går ombord är en svensk dramafilm från 1934 i regi av Lorens Marmstedt och Hilmer Ekdahl.

## Handling
Eva är biträde i en modebutik och på väg till en kund hittar hon i en taxi en bunt biljetter i namnet Bo Stensjö, som med kort varsel fått skjuta på en Medelhavskryssning. Hon far till tåget med biljetterna men hittar inte Bo Stensjö. Istället åker Eva till Göteborg där hon går ombord på Gripsholm för en kryssning i Medelhavet. När båten anländer till Neapel kommer även Bo Stensjö ombord och får veta att hans fru redan finns på båten.

## Om filmen
Eva går ombord var Lorens Marmstedts femte och näst sista film som regissör. Filmen premiärvisades på biograf Astoria i Stockholm den 3 november 1934.
Filmen har visats i SVT vid ett flertal tillfällen, däribland i juni 2018. Om producenten AB Real-Film, se kommentar till filmen Havets melodi.

## Rollista i urval
- Einar Axelsson – direktör Bo Stensjö, chef för bankirfirman Stensjö & Co.
- Astrid Carlson – Eva Lindström, sömmerska på Atelier Louise
- Emy Hagman – Ebba, städerska på Gripsholm
- Lili Ziedner – fru Krook, passagerare på Gripsholm
- Åke Söderblom – steward på Gripsholm
- Birgitta Hede – Marianne, Bos svägerska, passagerare på Gripsholm
- Emma Meissner – passagerare på Gripsholm
- Eric Abrahamsson – grosshandlare Boman, passagerare på Gripsholm
- Hjördis Petterson – fru Jonsson, kund på modeateljén

## Musik i filmen
- Stackars Butterfly, kompositör Jules Sylvain, text S.S. Wilson, sång av okänd manlig sångare på engelska